# Prothionamide
Prothionamide (2-propyl-thioisonicotinamide) is een antibioticum dat vooral vroeger gebruikt werd bij de behandeling van tuberculose. Het medicijn lijkt sterk op ethionamide (2-ethyl-thioisonicotinamide) dat vrijwel dezelfde werking en indicaties heeft. De laatste jaren neemt het gebruik echter weer toe door de opkomst van tuberculose die resistent is tegen de gangbare 1e lijns tuberculostatica. Het middel kent een relatief groot aantal bijwerkingen. Bekende bijwerkingen zijn hypoglykemie, misselijkheid en buikpijn, een metaalsmaak en visusklachten.
Prothionamide is ook werkzaam tegen lepra en sommige atypische mycobacteriën.